# Апухтин, Семён Дмитриевич
Семён Дмитриевич Апухтин — московский дворянин и воевода во времена правления Михаила Фёдоровича.
Сын помещика Карачаевского уезда Дмитрия Тимофеевича, упомянут (1585), из дворянского рода Апухтиных. Имел братьев, карачаевских городовых дворян: Афанасия, Даниила, дозорщика Константина, воеводу Матвея и Петра Дмитриевичей, пожалованных вотчинами в Карачаевском уезде (1622-1632).

## Биография
Воевода в Парфеньеве (1617-1618). Первый воевода в Туринске (1621-1625). Московский дворянин, приглашён к столу Государя (01 октября 1625). Воевода в Епанчине (1626). Пожалован вотчиной в Карачаевском уезде (1632).
По родословной росписи показан бездетным.